# 와이드 08
《와이드 08》는 주말 아침 7시 50분에 방송되는 연합뉴스TV의 주말 아침 종합뉴스 프로그램이다.

## 경쟁 뉴스 프로그램
- YTN 뉴스와이드 (YTN)